# 出连乞都
出連乞都（？—399年），五胡十六国西秦乞伏归时丞相，封南川侯，鲜卑族，姓出连。
388年，乞伏国仁去世，出连乞都率众推乞伏乾归为主，仿汉制置百官，以南川侯出连乞都为丞相，梁州刺史莫侯悌眷为御史大夫，金城边芮为左长史，东秦州刺史秘宜为右长史，武始翟勍为左司马，略阳王松寿为主簿，从弟乞伏轲弹为梁州牧，弟乞伏益州为秦州牧，乞伏屈眷为河州牧。399年七月，西秦丞相、南川宣公出连乞都去世，谥号宣。